# Fernando Martel
Fernando Patricio Martel Helo (* 2. Oktober 1975 in San Felipe) ist ein ehemaliger chilenischer Fußballspieler. Der offensive Mittelfeldspieler bestritt 14 Länderspiele für die Nationalmannschaft und wurde auf Vereinsebene nationaler Meister in Chile, Peru und Kolumbien.

## Karriere

### Verein
Fernando Martel, auch Zorrito genannt, spielte in seinen Anfangsjahren im Amateurbereich. 1993 kam der Mittelfeldspieler in die Jugend von Unión San Felipe, wo er bereits nach sechs Monaten von Trainer Manuel Gaete in das Profiteam gezogen wurde. Vier Jahre spielte er für den auch Uní Uní genannten Verein und wechselte dann zu Everton. Nach weiteren Stationen bei Santiago Morning und den Santiago Wanderers kam er in der Apertura 2003 zum CD Cobreloa und wurde mit dem Team aus der Wüstenstadt Calama chilenischer Meister. Anschließend sammelte Martel bei den mexikanischen Klubs Chiapas FC und CF Atlante erste Auslandserfahrung. Weitere Auslandsstationen hatte Martel bei Alianza Lima unter Trainer Gerardo Pelusso in Peru 2006, wo er gemeinsam mit Landsmann Rodrigo Pérez spielte, und bei Atlético Nacional in Kolumbien 2007/08. In beiden Ländern gewann er mit seinem Verein jeweils die Meisterschaft. Zwischen seinen Auslandsstationen kehrte er nach Chile zu seinen ehemaligen Vereinen Cobreloa und Everton zurück. Seit seinem Wechsel 2008 zu Ñublense blieb er in Chile. In Ñublense war Martel bis Ende 2008 aktiv und wechselte im Januar 2009 nach Differenzen mit Trainer Fernando Díaz zu Deportes Iquique. Zwar stieg er am Saisonende mit dem Klub aus dem Norden in die Primera B ab, konnte aber in der darauffolgenden Saison neben dem Wiederaufstieg auch den Gewinn der Copa Chile feiern. Seine Karriere ließ der Mittelfeldspieler bei Deportes Antofagasta und bei seinem ersten Profiklub Unión San Felipe ausklingen.

### Nationalmannschaft
Martel debütierte im November 2001 in der chilenischen Nationalmannschaft beim Qualifikationsspiel zur Weltmeisterschaft 2002 gegen Kolumbien, als er für Reinaldo Navia eingewechselt wurde. Nur wenige Tage danach stand er gegen Ecuador in der Startelf. Chile konnte sich als Letzter der Südamerikagruppe nicht für das Turnier in Südkorea und Japan qualifizieren. Neben Freundschaftsspiel kam der offensive Mittelfeldspieler auch sechs Mal in der Qualifikation zur Weltmeisterschaft 2006 zum Einsatz. Chile wurde Siebter der Südamerikameisterschaft und verpasste auch das Turnier in Deutschland. Sein letztes Länderspiel bestritt Martel im Oktober 2004 beim Qualifikationsspiel gegen Ecuador.

## Erfolge
Cobreloa
- Chilenischer Meister: 2003-A

Alianza
- Peruanischer Meister: 2006

Atlético Nacional
- Kolumbianischer Meister: 2007-II

Iquique
- Chilenischer Zweitliga-Meister: 2010
- Chilenischer Pokalsieger: 2010